# Mary Spiteri
Mary Spiteri (Naxxar, 25 oktober 1947) is een Maltees zangeres.

## Biografie
Spiteri is vooral bekend vanwege haar deelname aan het Eurovisiesongfestival 1992, in het Zweedse Malmö. Met haar nummer Little child eindigde Malta op de derde plek, de beste prestatie tot dan toe. Eerder had ze ook reeds in 1971 en 1975 deelgenomen aan de Maltese preselectie, zonder succes. Ook in 1995, 1997 en 2008 was ze present in de Maltese preselectie.
1971: Joe Grech · 
1972: Helen & Joseph · 
1975: Renato · 
1991: Paul Giordimaina & Georgina · 
1992: Mary Spiteri · 
1993: William Mangion · 
1994: Chris & Moira · 
1995: Mike Spiteri · 
1996: Miriam Christine · 
1997: Debbie Scerri · 
1998: Chiara · 
1999: Times Three · 
2000: Claudette Pace · 
2001: Fabrizio Faniello · 
2002: Ira Losco · 
2003: Lynn Chircop · 
2004: Julie & Ludwig · 
2005: Chiara · 
2006: Fabrizio Faniello · 
2007: Olivia Lewis · 
2008: Morena · 
2009: Chiara · 
2010: Thea Garrett · 
2011: Glen Vella · 
2012: Kurt Calleja · 
2013: Gianluca Bezzina · 
2014: Firelight · 
2015: Amber · 
2016: Ira Losco · 
2017: Claudia Faniello · 
2018: Christabelle · 
2019: Michela · 
2021: Destiny Chukunyere · 
2022: Emma Muscat · 
2023: The Busker · 
2024: Sarah Bonnici · 
2025: Miriana Conte
- Gemeinsame Normdatei: 135403820
- International Standard Name Identifier: 0000 0004 6153 8998
- MusicBrainz: 6d6a937a-2e49-4598-b0f1-1ec4dd86b2e3
- Virtual International Authority File: 80162293
- WorldCat: E39PBJhMdFgxvwHbmCKbg9YkjC